# Democratas (Groenlândia)
Os Democratas (em dinamarquês Demokraterne; em groenlandês Demokraatit) são um partido social-liberal e defensor de uma autonomia regional crescente da Groenlândia.

## Resultados eleitorais
Os Democratas têm participado das eleições regionais da Groenlândia desde sua fundação em 2002. Abaixo está uma tabela com os resultados de todas as eleições regionais para o Parlamento da Groenlândia (Inatsisartut) de 2002 a 2025:
| Ano  | Votos | Percentagem | Lugares | Ref    |
| ---- | ----- | ----------- | ------- | ------ |
| 2002 | 4.558 | 15,9%       | 5 / 31  | [ 3 ]  |
| 2005 | 6.595 | 22,8%       | 7 / 31  | [ 4 ]  |
| 2009 | 3.194 | 12,8%       | 4 / 31  | [ 5 ]  |
| 2013 | 1.870 | 6,2%        | 2 / 31  | [ 6 ]  |
| 2014 | 3.469 | 11,8%       | 4 / 31  | [ 7 ]  |
| 2018 | 5.712 | 19,5%       | 6 / 31  | [ 8 ]  |
| 2021 | 2.454 | 9,3%        | 3 / 31  | [ 9 ]  |
| 2025 | 8.563 | 29,9%       | 10 / 31 | [ 10 ] |